# Lazar Latinović
Lazar Latinović (serbio cirílico Лазар Латиновић; Kolunić, 1915-Belgrado, 2006) fue un combatiente y diplomático yugoslavo de origen serbobosnio. Participó con los brigadistas yugoslavos en la guerra civil española y al finalizar esta se integró en la resistencia francesa durante la Segunda Guerra Mundial. Tras su retorno a su país, se desempeñó como embajador de la Yugoslavia socialista en diversos países del mundo.

## Biografía
Llegó a España con un grupo de estudiantes y alcanzó el grado de capitán del Ejército Popular Republicano. Permaneció en la Francia ocupada participando activamente en la resistencia francesa y organizando el retorno de brigadistas yugoslavos a su país. En 1945 regresó a Yugoslavia, vinculándose al cuerpo diplomático, siendo destinado a Francia y la Unión Soviética. Ya como embajador, ejerció como representante yugoslavo en Bélgica, Japón, Argentina y Suecia.
Fue miembro fundador de la Asociación de Combatientes Yugoslavos en España, y presidente de la misma desde 1999.
En 2006, con motivo del 70.º aniversario, el rey Juan Carlos I hizo entrega a la asociación de brigadistas yugoslavos de la Orden del Mérito Civil, en la persona de Latinović, último superviviente del grupo.